# Očkov
Očkov je naseljeno mjesto u okrugu Nové Mesto nad Váhom u  Trenčínskom kraju u Slovačkoj.

## Stanovništvo
| Godina:     | 1993. | 2003.   | 2013.   | 2023.   |
| ----------- | ----- | ------- | ------- | ------- |
| Broj ljudi: | 432   | 452     | 473     | 484     |
| Razlika:    |       | +4,62 % | +4,64 % | +2,32 % |

| Godina:     | 2022. | 2023.   |
| ----------- | ----- | ------- |
| Broj ljudi: | 475   | 484     |
| Razlika:    |       | +1,89 % |

Prema podacima o broju stanovnika iz 2023. godine naselje je imalo 484 stanovnika.

## Vanjske poveznice
|  | Zajednički poslužitelj ima još gradiva o temi Očkov |

- Službena stranica naselja (sl.)